# Schistura pridii
Schistura pridii és una espècie de peix de la família dels balitòrids i de l'ordre dels cipriniformes.

## Morfologia
- Cos esvelt, amb quatre franges de color negre sobre un fons groc brillant i una taca rodona de color groc en la línia mitjana dorsal.
- Els mascles poden assolir els 3,8 cm de longitud total.
- 10 radis tous a l'aleta dorsal i 8 a l'anal.
- Absència de dimorfisme sexual.[2][3]

## Hàbitat i distribució geogràfica
És un peix d'aigua dolça, demersal i de clima tropical, el qual viu a 950-1.120 m d'altitud a la conca del riu Chao Phraya a la província de Chiang Mai (Tailàndia).

## Amenaces
Les seues principals amenaces són la seua captura per al comerç internacional de peixos d'aquari i la degradació del seu hàbitat a causa de la desforestació i l'erosió del sòl.

## Observacions
No s'ha pogut aconseguir, de moment, la seua reproducció en captivitat.